# Dordrecht (Oost-Kaap)
Dordrecht is een stad in de gemeente Emalahleni in Zuid-Afrika. Zij ligt in de noordelijke en vrij bergachtige streken van de Oost-Kaap. Het klimaat kenmerkt zich door koude, natte winters en droge, hete zomers. De stad Dordrecht telt zo'n 2000 inwoners, de zogenaamde townships op de omliggende heuvels niet meegerekend.

## Economie
Veel van de mijnen in de streek zijn gesloten. De spoorweg die van de kust door de stad naar Bloemfontein loopt, is niet langer in gebruik. Na het opheffen van de Apartheid (1994) trokken veel (blanke) boeren weg. Mede daardoor verdween een deel van de lokale agrarische industrie. De bedrijvigheid in Dordrecht en omgeving is nu gering. De plaats kent een werkloosheid van meer dan 90%. Wanneer mogelijk trekken de jongeren weg om elders aan werk te komen. De grote steden zijn echter ver weg: East-London op 250 km, Johannesburg op 700 km, Kaapstad op 1000 km.
Door de geringe economische draagkracht blijkt het moeilijk allerlei voorzieningen in stand te houden of van de grond te krijgen. Het onderwijs - met name de openbare scholen - hebben aan veel gebrek. Er is een beperkt budget, mager ingerichte klassen, slecht betaalde leraren en een vrijwel volledige afwezigheid van computers, e-mail- en internetverbindingen. Onderwijs in de iets beter uitgeruste particuliere scholen moet als regel door de ouders worden betaald; maar de meeste ouders kunnen dit onderwijs niet betalen. Middelbaar beroepsonderwijs ontbreekt geheel, mede omdat tot in de verre omgeving nauwelijks praktijk kan worden opgedaan. Niettemin is de leergierigheid en de motivatie van de kinderen/jongeren in Dordrecht Zuid-Afrika heel hoog. Men beseft dat kennis een stap naar een beter leven betekent. 

## Gezondheidszorg
Op het gebied van de gezondheidszorg zijn er wel enige basisvoorzieningen, zoals een klein hospitaal. De druk op de gezondheidszorg is groot. Slechte voeding, matig drinkwater en ook alcohol- en drugsgebruik laten hun sporen na. Problemen zijn er vooral ook door het veelvuldig voorkomen van hiv/aids en van tuberculose. Minstens 20% van de volwassenen is besmet met het aidsvirus. Onder de aidsslachtoffers zijn veel mensen tussen 20 en 40 jaar. Grootouders en oudere broers en zussen vangen vaak de heel jonge kinderen op, die na een sterfgeval achterblijven. Ook de kerken verlenen hulp, springen waar mogelijk bij.

## Bezienswaardigheden
In de bergen rond Dordrecht worden veel rotstekeningen van de San (bosjesmannen) aangetroffen. Dansende figuren, wilde dieren en jagende mensen staan er op. De rotstekeningen gelden als een toeristische attractie.

## Stedenband
Dordrecht Zuid-Afrika kent sinds 23 maart 2006 een stedenband met het Nederlandse Dordrecht. Zowel de Nederlandse gemeente Dordrecht als de Stichting Dordrecht Zuid-Holland - Dordrecht Zuid-Afrika ontwikkelen samen met partners in het Zuid-Afrikaanse Dordrecht projecten in de sfeer van stadsontwikkeling, huisvesting, waterbeheer, gezondheidszorg, gezonde voeding door middel van moestuintjes, kerkelijk leven en muziek.

## Subplaatsen
Het nationaal instituut voor de statistiek, Stats SA, deelt sinds de census 2011 deze hoofdplaats in in 2 zogenaamde subplaatsen (sub place):
Dordrecht SP • Munnickville.

## Geboren
- Hennie Aucamp (1934-2014), schrijver en hoogleraar Afrikaans

## Partnersteden
- Dordrecht (Nederland), sinds 23 maart 2006, voordien bestond reeds een "vriendschapsband"